# Lysimachia evalvis
Lysimachia evalvis är en viveväxtart som beskrevs av Nathaniel Wallich. Lysimachia evalvis ingår i släktet lysingar, och familjen viveväxter. Inga underarter finns listade i Catalogue of Life.